# John Gallagher (Leichtathlet)
John Gallagher (John James Gallagher, Jr.; * 13. April 1890 in Philadelphia; † 13. Mai 1950 in Chicago) war ein US-amerikanischer Marathonläufer.
Bei den Olympischen Spielen 1912 in Stockholm wurde er Siebter in 2:44:20 h.